# Кипр на летних Олимпийских играх 2016
Республика Кипр на летних Олимпийских играх 2016 года была представлена 15 спортсменами в 6 видах спорта. Знаменосцем сборной Кипра на церемонии открытия Игр стал единственный в истории страны олимпийский призёр яхтсмен Павлос Контидис, а на церемонии закрытия — легкоатлетка Леонтия Каллену, которая с результатом 1,80 м не смогла пробиться в финал в прыжках в высоту. По итогам соревнований на счету кипрских спортсменов не оказалось ни одной награды. Эти летние Игры стали для Кипра уже десятыми по счету и по прежнему на счету сборной значится лишь одна серебряная медаль, завоёванная Контидисом на Играх 2012 года в Лондоне в соревнованиях в классе «Лазер».

## Состав сборной
Велоспорт
 Шоссейный велоспорт
1. Антри Христофору

 Лёгкая атлетика
1. Кириакос Иоанну
2. Апостолос Пареллис
3. Милан Трайкович
4. Димитриос Хондрокукис
5. Елени Артимата
6. Леонтия Каллену
7. Рамона Папаиоанну

 Парусный спорт
1. Андреас Кариолу
2. Павлос Контидис

 Плавание
1. Яковос Хаджиконстантину
2. Сотирия Неофиту

 Спортивная гимнастика
1. Мариос Георгиу

 Стрельба
1. Андреа Хасикос
2. Андри Элефтериу

## Результаты соревнований

### Велоспорт

#### Шоссейный велоспорт
Женщины
| Соревнование    | Спортсмены       | Время   | Место | Отставание |
| --------------- | ---------------- | ------- | ----- | ---------- |
| групповая гонка | Антри Христофору | 4:16:24 | OTL   | OTL        |

### Водные виды спорта

#### Плавание
В следующий раунд на каждой дистанции проходят спортсмены, показавшие лучший результат, независимо от места, занятого в своём заплыве.
Мужчины
| Дистанция                 | Спортсмены              | Предварительный раунд | Предварительный раунд | Предварительный раунд | Полуфинал     | Полуфинал     | Полуфинал     | Финал                | Финал                |
| Дистанция                 | Спортсмены              | Заплыв                | Результат             | Место                 | Заплыв        | Результат     | Место         | Результат            | Место                |
| ------------------------- | ----------------------- | --------------------- | --------------------- | --------------------- | ------------- | ------------- | ------------- | -------------------- | -------------------- |
| 400 метров вольным стилем | Яковос Хаджиконстантину | 2                     | 4:03,53               | 47                    | Не проводится | Не проводится | Не проводится | Завершил выступление | Завершил выступление |

Женщины
| Дистанция              | Спортсмены      | Предварительный раунд | Предварительный раунд | Предварительный раунд | Полуфинал             | Полуфинал             | Полуфинал             | Финал                 | Финал                 |
| Дистанция              | Спортсмены      | Заплыв                | Результат             | Место                 | Заплыв                | Результат             | Место                 | Результат             | Место                 |
| ---------------------- | --------------- | --------------------- | --------------------- | --------------------- | --------------------- | --------------------- | --------------------- | --------------------- | --------------------- |
| 100 метров баттерфляем | Сотирия Неофиту | 2                     | 1:02,91               | 37                    | Завершила выступление | Завершила выступление | Завершила выступление | Завершила выступление | Завершила выступление |

### Гимнастика

#### Спортивная гимнастика
В квалификационном раунде проходил отбор, как в финал командного многоборья, так и в финалы личных дисциплин. В финал индивидуального многоборья отбиралось 24 спортсмена с наивысшими результатами, а в финалы отдельных упражнений по 8 спортсменов, причём в финале личных дисциплин страна не могла быть представлена более, чем 2 спортсменами. В командном многоборье в квалификации на каждом снаряде выступали по 4 спортсмена, а в зачёт шли три лучших результата. В финале командных соревнований на каждом снаряде выступало по три спортсмена и все три результата шли в зачёт.
Мужчины
Многоборья
| Соревнование      | Спортсмены     | Квалификация        | Квалификация | Квалификация | Квалификация   | Квалификация        | Квалификация | Квалификация | Квалификация | Финал               | Финал | Финал  | Финал          | Финал               | Финал       | Финал | Финал |
| Соревнование      | Спортсмены     | Вольные выступления | Конь         | Кольца       | Опорный прыжок | Параллельные брусья | Перекладина  | Всего        | Место        | Вольные выступления | Конь  | Кольца | Опорный прыжок | Параллельные брусья | Перекладина | Всего | Место |
| ----------------- | -------------- | ------------------- | ------------ | ------------ | -------------- | ------------------- | ------------ | ------------ | ------------ | ------------------- | ----- | ------ | -------------- | ------------------- | ----------- | ----- | ----- |
| личное многоборье | Мариос Георгиу | 13,566              | 14,066       | 13,366       | 14,733         | 14,858              | 14,700       | 85,289       | 26 Q         | DNS                 | DNS   | DNS    | 12,833         | 12,466              | 9,433       | DNF   | —     |

Индивидуальные упражнения
| Соревнование        | Спортсмены     | Квалификация | Квалификация | Финал                | Финал                |
| Соревнование        | Спортсмены     | Очки         | Место        | Очки                 | Место                |
| ------------------- | -------------- | ------------ | ------------ | -------------------- | -------------------- |
| вольные упражнения  | Мариос Георгиу | 13,566       | 57           | завершил выступление | завершил выступление |
| конь                | Мариос Георгиу | 14,066       | 40           | завершил выступление | завершил выступление |
| кольца              | Мариос Георгиу | 13,366       | 65           | завершил выступление | завершил выступление |
| параллельные брусья | Мариос Георгиу | 14,858       | 35           | завершил выступление | завершил выступление |
| перекладина         | Мариос Георгиу | 14,700       | 22           | завершил выступление | завершил выступление |

### Лёгкая атлетика
Мужчины
Беговые дисциплины
| Дисциплина                    | Спортсмен       | Предварительный раунд | Предварительный раунд | Предварительный раунд | Четвертьфиналы | Четвертьфиналы | Четвертьфиналы | Полуфиналы | Полуфиналы | Полуфиналы | Финал | Финал |
| Дисциплина                    | Спортсмен       | Забег                 | Время                 | Место                 | Забег          | Время          | Место          | Забег      | Время      | Место      | Время | Место |
| ----------------------------- | --------------- | --------------------- | --------------------- | --------------------- | -------------- | -------------- | -------------- | ---------- | ---------- | ---------- | ----- | ----- |
| бег на 110 метров с барьерами | Милан Трайкович |                       |                       |                       | не проводится  | не проводится  | не проводится  |            |            |            |       |       |

Технические дисциплины
| Дисциплина      | Спортсмен             | Квалификация | Квалификация | Финал     | Финал |
| Дисциплина      | Спортсмен             | Результат    | Место        | Результат | Место |
| --------------- | --------------------- | ------------ | ------------ | --------- | ----- |
| прыжок в высоту | Кириакос Иоанну       |              |              |           |       |
| прыжок в высоту | Димитриос Хондрокукис |              |              |           |       |
| метание диска   | Апостолос Пареллис    |              |              |           |       |

Женщины
Беговые дисциплины
| Дисциплина        | Спортсмен         | Предварительный раунд | Предварительный раунд | Предварительный раунд | Четвертьфиналы | Четвертьфиналы | Четвертьфиналы | Полуфиналы | Полуфиналы | Полуфиналы | Финал | Финал |
| Дисциплина        | Спортсмен         | Забег                 | Время                 | Место                 | Забег          | Время          | Место          | Забег      | Время      | Место      | Время | Место |
| ----------------- | ----------------- | --------------------- | --------------------- | --------------------- | -------------- | -------------- | -------------- | ---------- | ---------- | ---------- | ----- | ----- |
| бег на 100 метров | Рамона Папаиоанну |                       |                       |                       |                |                |                |            |            |            |       |       |
| бег на 200 метров | Рамона Папаиоанну |                       |                       |                       | не проводится  | не проводится  | не проводится  |            |            |            |       |       |
| бег на 200 метров | Елени Артимата    |                       |                       |                       | не проводится  | не проводится  | не проводится  |            |            |            |       |       |

Технические дисциплины
| Дисциплина      | Спортсмен       | Квалификация | Квалификация | Финал     | Финал |
| Дисциплина      | Спортсмен       | Результат    | Место        | Результат | Место |
| --------------- | --------------- | ------------ | ------------ | --------- | ----- |
| прыжок в высоту | Леонтия Каллену |              |              |           |       |

### Парусный спорт
Соревнования по парусному спорту в каждом из классов состояли из 10 гонок, за исключением класса 49-й, где проводилось 12 заездов. В каждой гонке спортсмены начинали заплыв с общего старта. Победителем каждой из гонок становился экипаж, первым пересекший финишную черту. Количество очков, идущих в общий зачёт, соответствовало занятому командой месту. 10 лучших экипажей по результатам 10 заплывов попадали в медальную гонку, результаты которой также шли в общий зачёт. В медальной гонке, очки, полученные экипажем удваивались. В случае если участник соревнований не смог завершить гонку ему начислялось количество очков, равное количеству участников плюс один. При итоговом подсчёте очков не учитывался худший результат, показанный экипажем в одной из гонок. Сборная, набравшая наименьшее количество очков, становится олимпийским чемпионом.
Мужчины
| Класс | Спортсмены      | Гонка | Гонка | Гонка | Гонка | Гонка | Гонка | Гонка | Гонка | Гонка | Гонка | Гонка         | Гонка         | Гонка | Очки | Место |
| Класс | Спортсмены      | 1     | 2     | 3     | 4     | 5     | 6     | 7     | 8     | 9     | 10    | 11            | 12            | M     | Очки | Место |
| ----- | --------------- | ----- | ----- | ----- | ----- | ----- | ----- | ----- | ----- | ----- | ----- | ------------- | ------------- | ----- | ---- | ----- |
| RS:X  | Андреас Кариолу |       |       |       |       |       |       |       |       |       |       | Не проводится | Не проводится |       |      |       |
| Лазер | Павлос Контидис |       |       |       |       |       |       |       |       |       |       | Не проводится | Не проводится |       |      |       |

### Стрельба
В январе 2013 года Международная федерация спортивной стрельбы приняла новые правила проведения соревнований на 2013—2016 года, которые, в частности, изменили порядок проведения финалов. Во многих дисциплинах спортсмены, прошедшие в финал, теперь начинают решающий раунд без очков, набранных в квалификации, а финал проходит по системе с выбыванием. Также в финалах после каждого раунда стрельбы из дальнейшей борьбы выбывает спортсмен с наименьшим количеством баллов. В скоростном пистолете решающие поединки проходят по системе попал-промах. В стендовой стрельбе добавился полуфинальный раунд, где определяются по два участника финального матча и поединка за третье место.
Мужчины
| Соревнование | Спортсмены     | Квалификация | Квалификация | Полуфинал | Полуфинал | Финал               | Финал |
| Соревнование | Спортсмены     | Результат    | Место        | Результат | Место     | Соперник/ Результат | Место |
| ------------ | -------------- | ------------ | ------------ | --------- | --------- | ------------------- | ----- |
| скит         | Андреа Хасикос |              |              |           |           |                     |       |

Женщины
| Соревнование | Спортсмены      | Квалификация | Квалификация | Полуфинал | Полуфинал | Финал               | Финал |
| Соревнование | Спортсмены      | Результат    | Место        | Результат | Место     | Соперник/ Результат | Место |
| ------------ | --------------- | ------------ | ------------ | --------- | --------- | ------------------- | ----- |
| скит         | Андри Элефтериу |              |              |           |           |                     |       |

### Теннис
Соревнования проходили на кортах олимпийского теннисного центра. Теннисные матчи проходили на кортах с твёрдым покрытием DecoTurf, на которых также проходит и Открытый чемпионат США. Изначально на Игры в Рио-де-Жанейро смог квалифицироваться Маркос Багдатис, однако 29 июля киприот снялся с турнира, объяснив это нежеланием подвести страну, поскольку спортсмен не смог до конца восстановиться от травмы локтя.